# モンビンノキ
モンビンノキまたはテリハタマゴノキ（学名：Spondias mombin）は、ウルシ科の植物である。モンビン、コガネモンビンとも言う。西インド諸島を含む熱帯アメリカが原産で、17世紀初めにポルトガル人により南アジアに持ち込まれた。アフリカ、インド、ネパール、バングラディシュ、スリランカ、バハマ、インドネシアやその他のカリブ海の島々では帰化している。ブラジル北東部地域の一部を除き、栽培は稀である。
熟した果実の果皮は革のようで、果肉は薄い層になっている。種子には、31.5%の油脂が含まれる。

## 概要

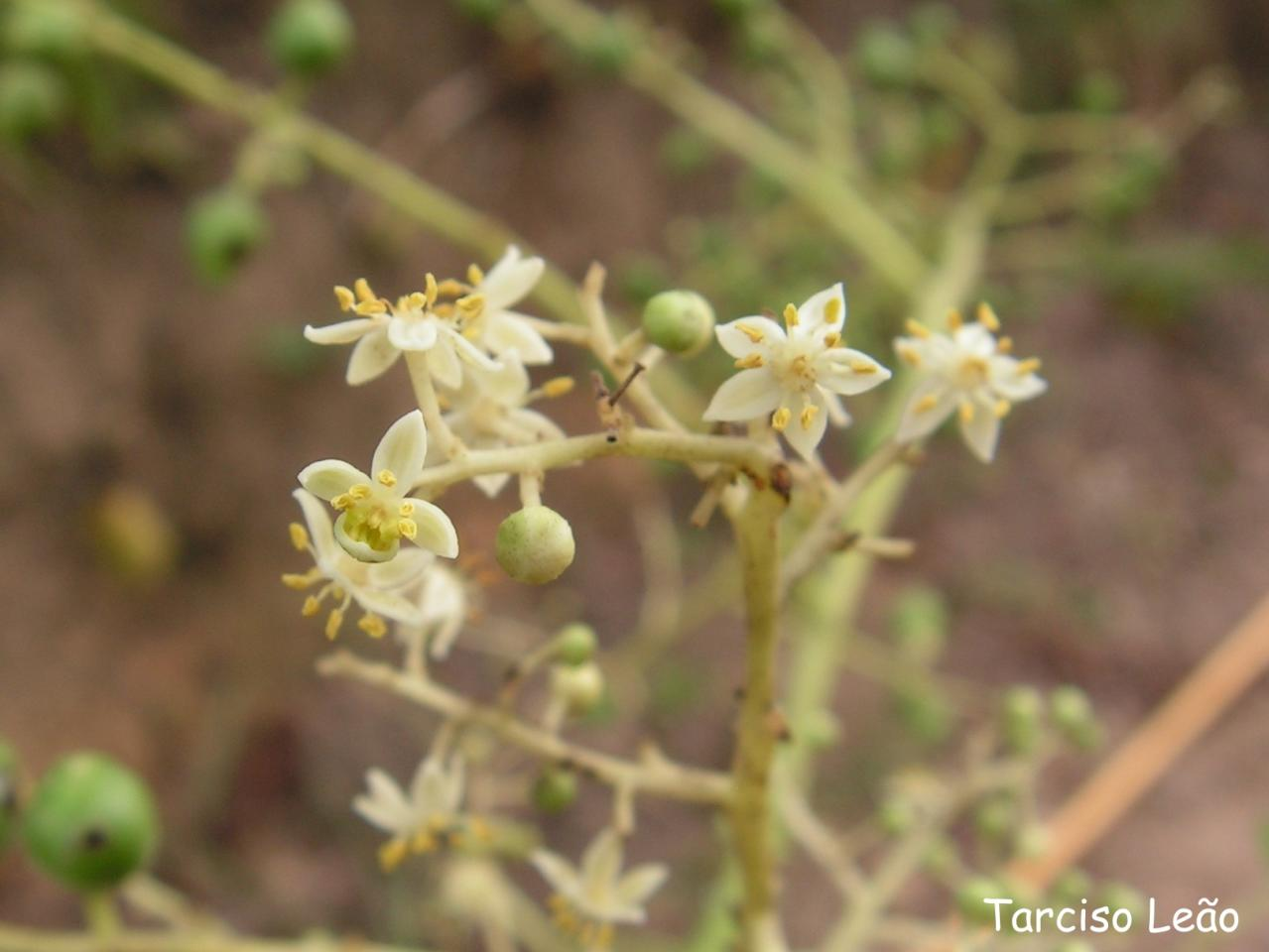
モンビンノキの花

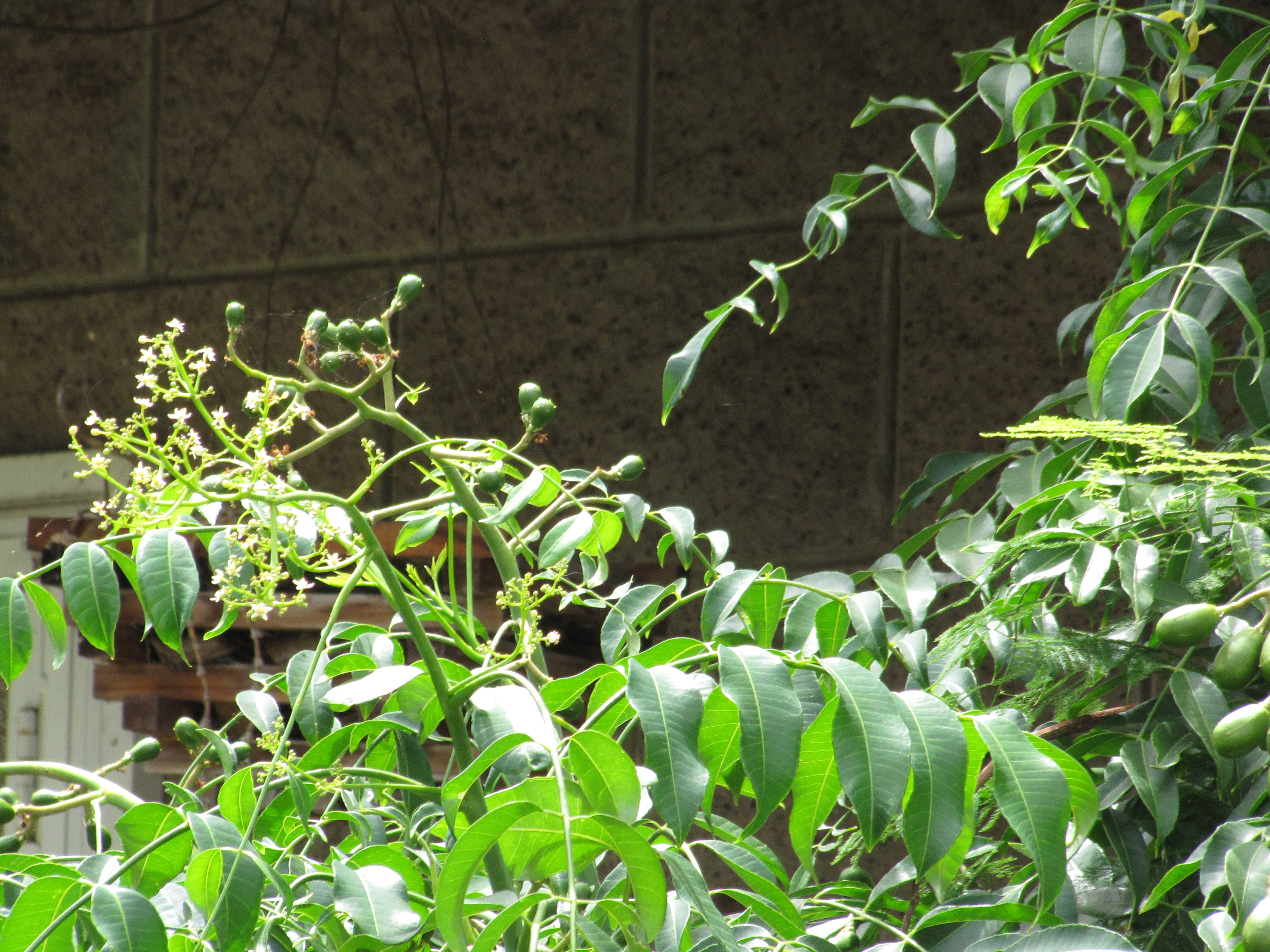
花と果実

小さな落葉性の木で、高さ20m、幹回り1.5mになるbuttressed。樹皮は厚く、コルク上で、深い裂け目がある。切り込みを入れると、淡い桃色だが、すぐに暗い色に変色する。枝は低い位置に付き、小枝は滑らかである。葉は羽状で、5-8枚の対生の小葉と頂小葉を持ち、大きさは10×5cm、形は楕円形か先細りの楕円形で、滑らかである。花は1月から5月に咲き、甘い香りを持つ。小さな白い花が緩く集まり円錐花序となっている。果実は7月から9月に実り、4cm近い長さの黄色い卵型で、乾燥させると皴が寄る。果実はやや酸味があるが、食べることができる。棘のある仁を果肉が包んでいる。

## 食物としての利用
果実は生のまま食べることも、ジュースやゼリー、シャーベット等に加工することもある。
ネパールではLapsiと呼ばれ、果実は主にピクルス(Lapsi ko achaar)やドライフルーツ(Lapsi Ko Maada)に用いられる。ネパール人は、この果実はネパールでしか見られないと考えている。タイ王国では、makokと呼ばれ、副材料としてソムタムに加えられる。若干の苦味と酸味を持つ若い葉は、生のままナムプリック（ホットソース）等に添えられることがある。バングラディシュでも、チリパウダーと一緒に提供されることがある。インドでは、コンカニ語ではAmado、マラヤーラム語ではambazham、アッサム語ではomoraとして知られる。
ウルシ科の植物であるため、樹液に触れるとポイズンアイビーと同様にアレルギー反応を起こすことがある。そのため、ウルシオールでかぶれやすいことが分かっている人は、この植物を取り扱う際には、注意を要する。

## 伝統医療
モンビンノキは、伝統医療では様々な用途に用いられる。果実は利尿薬や解熱薬として、樹皮には収れん作用があり、催吐薬や下痢、赤痢、痔、淋病、下り物の治療に用いられる。花と葉からは、腹痛、胆汁症、尿道炎、膀胱炎、その他の炎症に効果のある茶が作られる。

## ギャラリー
- タイでは、モンビンノキの葉はBai makokと呼ばれる
- File:Yellow_Mombin_(Spondias_mombin)_fruit.JPGFile:Yellow_Mombin_(Spondias_mombin)_fruit.JPG
- File:Buds of Spondias mombin.jpgFile:Buds of Spondias mombin.jpg
- File:Spondias mombin bdl.jpgFile:Spondias mombin bdl.jpg
- File:Spondias mombin bd.jpgFile:Spondias mombin bd.jpg
- ファイル:黄色く紅葉したモンビンノキ

## 脚註
1. ↑  Botanic Gardens Conservation International (BGCI); IUCN SSC Global Tree Specialist Group (2019). “Spondias mombin”. IUCN Red List of Threatened Species 2019:  e.T61984209A149039998. doi:10.2305/IUCN.UK.2019-2.RLTS.T61984209A149039998.en 2022年12月16日閲覧。.
2. ↑  “Spondias mombin L.”. The Plant List: A Working List of All Plant Species. 2020年2月19日時点のオリジナルよりアーカイブ。2014年6月27日閲覧。
3. ↑  Eromosele, C.O; Paschal, N.H (2003). “Characterization and viscosity parameters of seed oils from wild plants”. Bioresource Technology 86 (2):  203–205. Bibcode: 2003BiTec..86..203E. doi:10.1016/S0960-8524(02)00147-5. PMID 12653289.
4. 1 2 3  Ayoka A.O, Akomolafe R.O, Akinsomisoye O.S & Ukponmwan O.E (2008). “Medicinal and Economic Value of Spondias mombin”. African Journal of Biomedical Research 11 (2):  129–136.  オリジナルの2017-11-07時点におけるアーカイブ。 2017年11月4日閲覧。.